# Lipa Sara
Lipa Sara – pomnik przyrody, lipa drobnolistna (Tilia Cordata), rosnąca w dzielnicy Płakowice przy ulicy Widokowej. Prowadzi do niej biegnący wzdłuż cmentarza komunalnego w Lwówku Śląskim niebieski szlak. Naprzeciwko budynku nr 13 rośnie lipa drobnolistna „Sara”.
Obwód pnia wynosi 350 cm. Lipa opatrzona jest stosowną tabliczką.